# راز سیب
راز سیب نام یک مسابقه تلویزیونی بود که از سال ۱۳۷۴ تا ۱۳۷۵ با اجرای فرهاد جم و مهسا مهجور از شبکه ۳ تلویزیون ایران پخش می‌شد.
«فرهاد جم» و «مهسا مهجور» از شبکه ۳ پخش شده‌است.
مسابقه خاطره انگیز راز سیب با اجرای فرهاد جم سال ۱۳۷۴ در شبکهٔ سه ظاهر شد و سبک آن بسیار مورد توجه قرار گرفت. «راز سیب» در زمان پخش خود جزو پربیننده‌ترین برنامه‌های تلویزیون به حساب می‌آمد یکی از اتفاقاتی بود که باعث بهتر دیده شدن فرهاد جم به عنوان مجری شد.
این مسابقه از مسابقه The Crystal Maze الگو برداری شده بود.